# Gurk
Gurk (slovinsky Krka) je tržní obec v Korutanech s 1264 obyvateli (Počet 1. ledna 2015) v okrese St. Veit an der Glan. Větší regionální význam měla obec jako biskupské sídlo diecéze Gurk a díky románské katedrále z roku 1140, jež je spjata s klášterem sv. Emy z Gurku (asi 995–1045).

## Geografie

### Geografická poloha
Tržní obec Gurk je obklopena horskými stráněmi a rozlehlými lesy a nachází se uprostřed málo osídleného Gurského údolí. Proti proudu řeky Gurky leží městečko Straßburg s pevností, z níž kdysi gurská knížata-biskupové spravovali panství.

## Dějiny

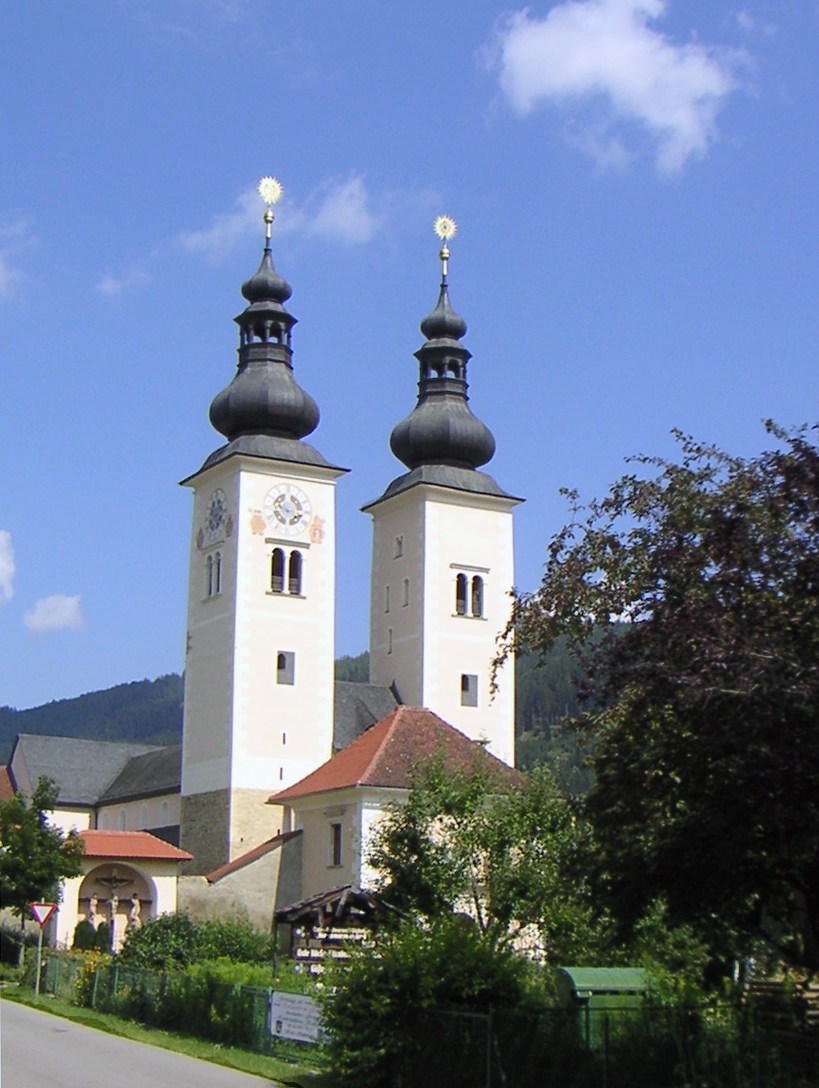
Gurská katedrála

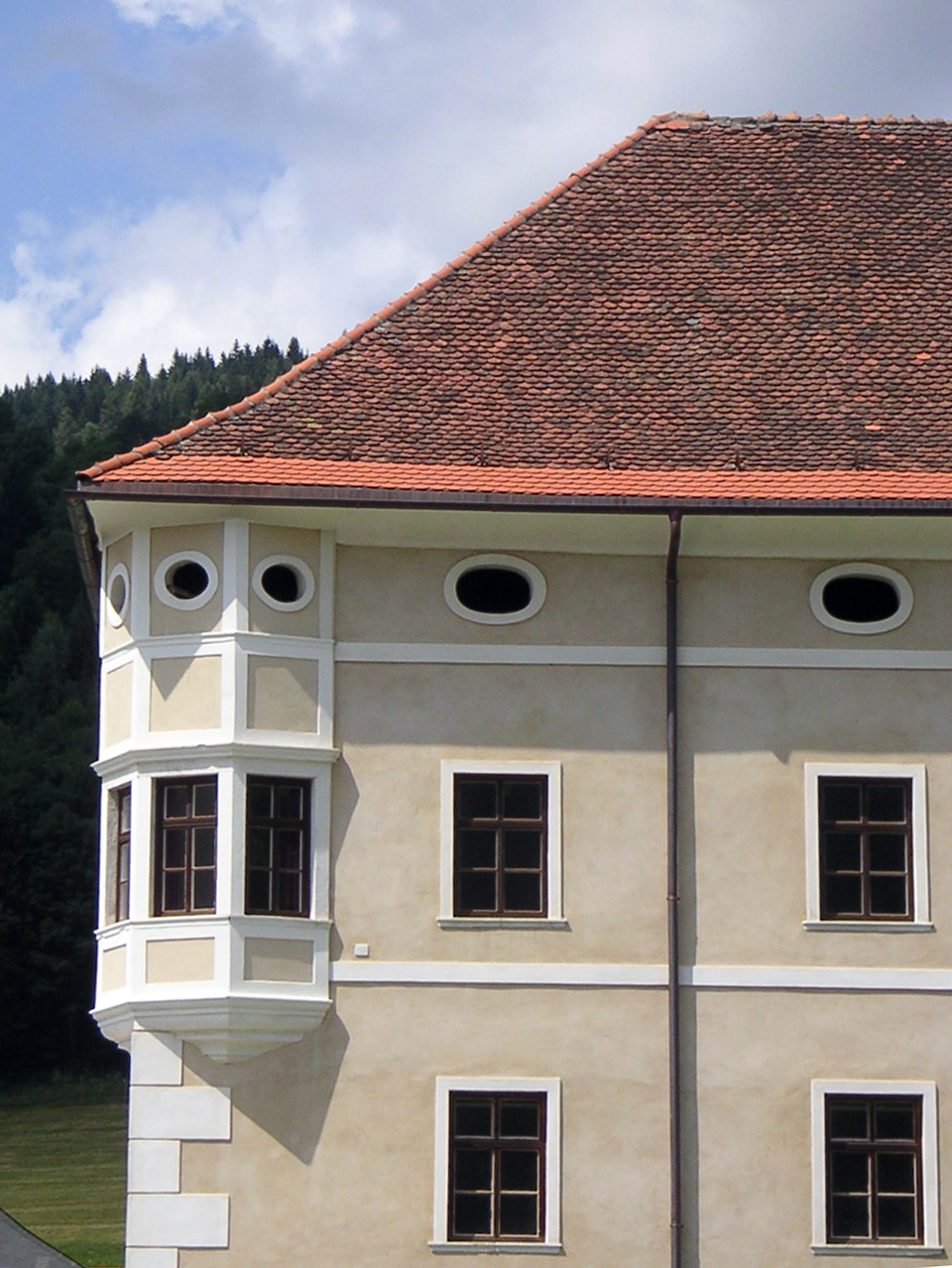
Klášter

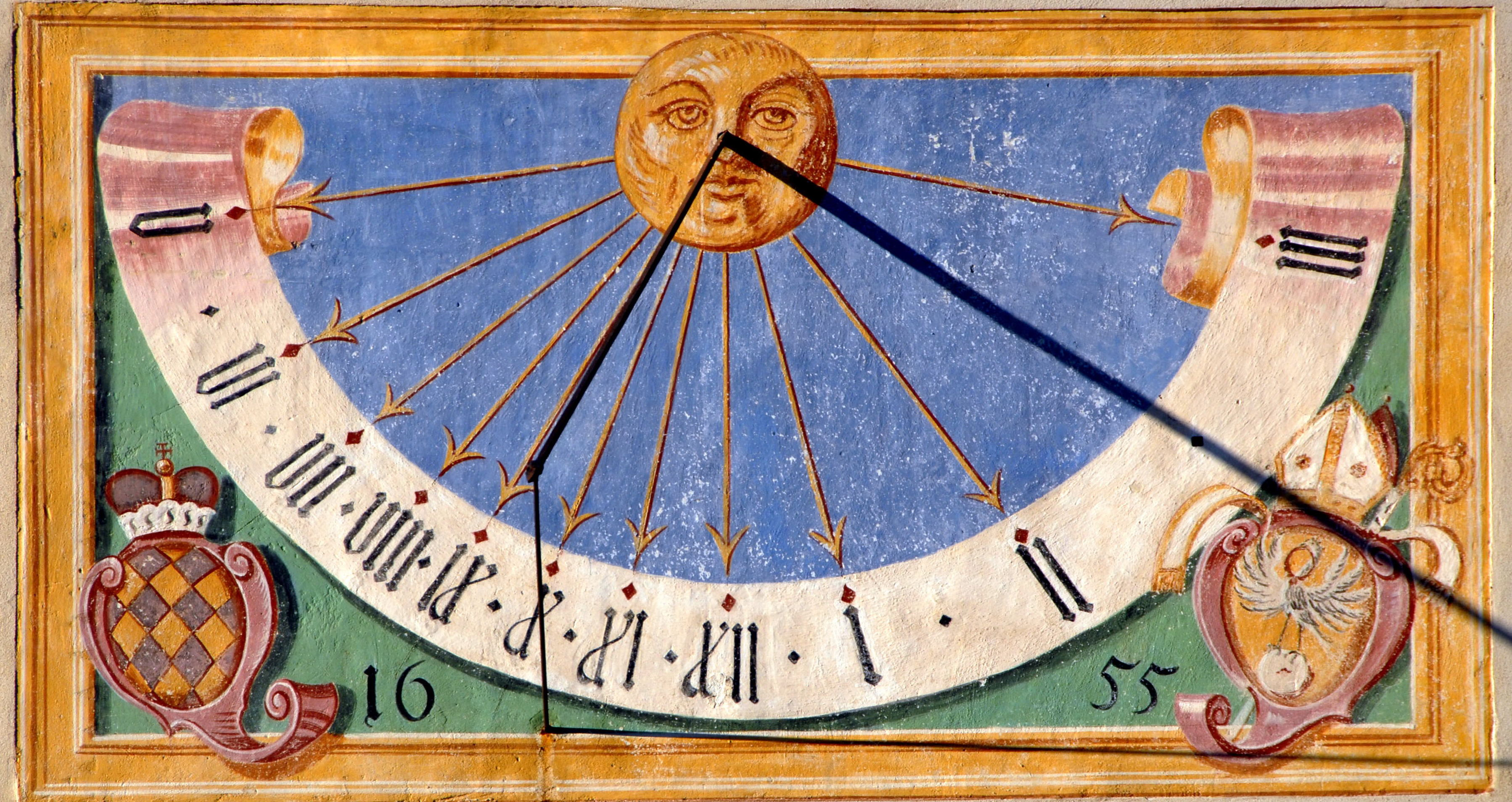
Sluneční hodiny na jižní stěně kláštera v Gurku

Název Gurk („die Gurgelnde“ = bublavý, klokotavý, zurčivý apod.) je odvozen od stejnojmenné řeky Gurky. Území dnešní obce bylo osídleno již před asi 2000 lety, většího významu však obec nabyla až po připojení Korutan k Bavorsku. Nejstarší písemná zmínka o řece pochází z roku 831 a jistý salcburský dvůr Gurk je zmiňován roku 864. V roce 898 daroval císař Arnulf Korutanský předkovi sv. Emy Cventibolt značná území údolí Gurktal, mezi nimiž figurovalo také hospodářství Gurk, jehož předpokládaná poloha je v dnešním Lieding, části obce Straßburg.
Roku 975 udělil císař Ota II. privilegium existujícímu liedinskému ženskému klášteru. Ten byl založen hraběnkou Emou z Gurku v letech 1043 až 1045 na dnešním místě v Gurku. Klášter Gurk však neexistoval dlouho, neboť místo ženského kláštera byla salcburskou arcidiecézí roku 1072 založeno biskupství Gurk, vlastníci rozlehlé panství v severní části Korutan. Gurk byl sídlem biskupství do roku 1787, kdy bylo přemístěno do Klagenfurtu.
Pod správou kláštera se v průběhu středověku a pozdního středověku obec rozvinula v sídlo s řemeslníky a živnostníky. ve 13. století získal Gurk tržní právo, dlouho však nebyl, podobně jako další klášterní tržní obce v Korutanech, tržní obcí v plném smyslu a až do 18. století neměl ani vlastní znak či pečeť.

## Obecní symboly
Znak Gurku zobrazuje „v modrém poli podélně umístěnou románskou baziliku o dvou věžích s barokními vrcholy. Nad bazilikou jsou znázorněny biedermeierové váhy“. Váhy nad obrazem gurského dómu byly převzaty z tržní pečeti z 19. století. Ačkoli Lieding získal tržní práva již roku 975 a první sídlo řemeslníků při katedrále je ve 13. století získalo také, neměl Gurk ještě v 18. století ani znak ani pečeť. Teprve po přeložení biskupského sídla do Klagenfurtu se v listinných knihách objevuje jediné pečetidlo označené „Markt Gurk“, s motivem biedermeierových vah, symbol tržního soudce a spravedlivé vrchnosti.
Znak a vlajka byly obci propůjčeny 20. února 1969, vlajka je žluto-modro-žlutá se vkomponovaným městským znakem.

## Kultura a pamětihodnosti
- Farní, kdysi katedrální chrám Nanebevzetí Panny Marie (Mariä Himmelfahrt)
- Středověká kašna Gerichtsbrunnen v Ranitzi, zvaná „Pohanská kašna (Heidenbrunnen) nebo Římská kašna (Römerbrunnen)“
- Trpasličí park Gurktal, zábavní park

25. června 1988 navštívil papež Jan Pavel II. místní dóm a pomodlil se v kryptě u hrobu svaté Emy. První papežská návštěva v korutanských dějinách byla zároveň velkou mediální událostí a přivedla tisíce lidí na mši slouženo pod širým nebem před katedrálou.
Obec Gurk byla roku 1998 zvolena Evropskou radou jako „Evropská obec“.

## Obyvatelstvo
Podle sčítání obyvatel měl v roce 2001 Gurk 1 311 obyvatel, z nichž 99,0 % je rakouských státních občanů. 94,6 % obyvatelstva je římskokatolického vyznání a 1,5 % evangelíků, 3,5 % jsou bez vyznání.

## Politika

### Obecní zastupitelstvo
Obecní zastupitelstvo, vzešlé z voleb roku 2009, sestává z 15 členů:
- 8 FPK
- 4 ÖVP
- 2 SPÖ
- 1 FPÖ

Přímo voleným starostou je Siegfried Kampl (BZÖ).

### Členění obce
Obec se dělí na tři katastrální části (Pisweg, Gruska, Gurk) a dále zahrnuje 22 místních čáastí (v závorkách jsou počty obyvatel z 31. října 2011):
- Dörfl (16)
- Föbing (6)
- Finsterdorf (9)
- Gassarest (9)
- Glanz (0)
- Gruska (24)
- Gurk (869)
- Gwadnitz (39)
- Hundsdorf (21)
- Kreuzberg (9)
- Krön (10)
- Masternitzen (5)
- Niederdorf (15)
- Pisweg (104)
- Ranitz (20)
- Reichenhaus (44)
- Straßa (16)
- Sutsch (11)
- Zabersdorf (18)
- Zedl (9)
- Zedroß (9)
- Zeltschach (10)

### Sousední obce
S = Straßburg

Z = Weitensfeld im Gurktal

V = Mölbling

J = Frauenstein

### Partnerská města
- Arnstadt v Durynsku (Německo)
- Hallein v Salcbursku

## Osobnosti
- Ema z Gurku